# Resultados do Carnaval de Belém em 2011
Resultados do Carnaval de Belém em 2011. 

## Escolas de samba

### 1º Grupo
1º - Bole Bole
2º - Quem São Eles
3º - Tradição Guamaense
4° - Piratas da Batucada 
Não desfilaram:Rancho não posso Me Amofinar,Embaixada do Imperio Pedreirense, Deixa falar e Agrande Familia.

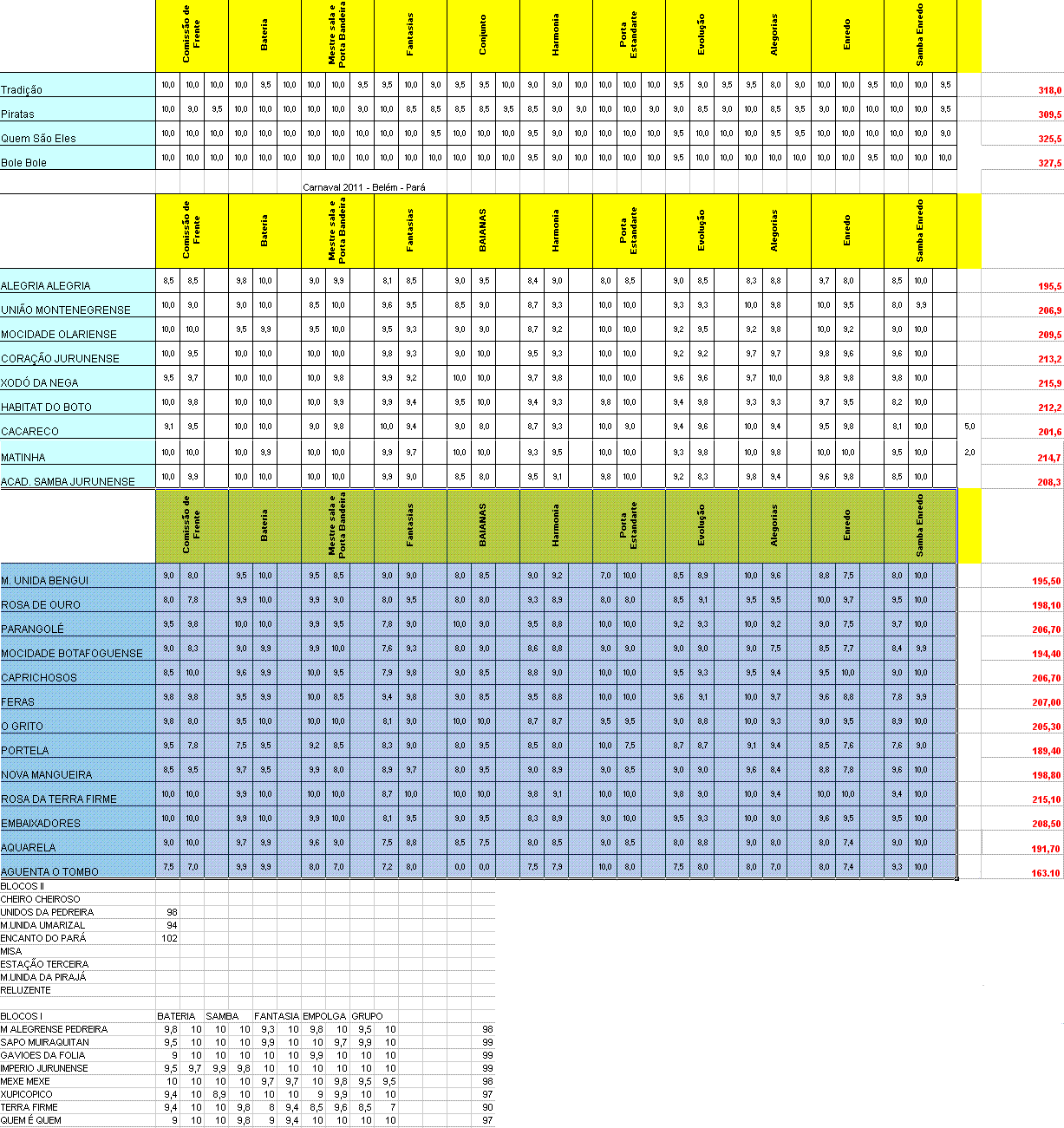
Resultados em 2011

### 2º Grupo
1º - Xodó da Nega
2º - Escola de Samba da Matinha
3º - Habitat do Boto

### 3º Grupo
1º - Rosa da Terra Firme
2º - Capichosos da Cidade Nova
3º - O Grito da Liberdade

## Blocos carnavalescos

### 1º Grupo
1º - Sapo Muiraquitã
2º - Os Gaviões do Samba
3º - Mexe-Mexe

### 2º Grupo
1º - Encanto do Pará
2º - Unidos da Pedreira
3º - Mocidade Unida do Umarizal